# Spiral dynamics
Spiral dynamics is een model dat bewustzijnsontwikkeling beschrijft, op zowel persoonlijk als collectief niveau, gebaseerd op het werk van dr. Clare W. Graves, professor emeritus psychologie aan het Union College in New York, Verenigde Staten.

## Ontstaan van de theorie
Het model is gezamenlijk ontwikkeld door de Amerikaanse managementconsultants dr. Don Beck en zijn student Chris Cowan. Beck en Cowan baseerden zich op de "Emergent Cyclic Levels of Existence Theory" van de psycholoog dr. Clare Graves. Deze theorie is ontwikkeld nadat Graves vele jaren onderzoek deed, o.a. onder zijn studenten.
Nadat de samenwerking tussen Beck en zijn co-auteur Cowan eindigt, werkt Beck kort samen met Andrew Cohen en Ken Wilber. Deze samenwerking eindigt echter nadat met name Wilber een eigen invulling aan het model ging geven die afwijkt van de theorie die Graves vanuit zijn onderzoeksdata ontwikkelde.

## Beschrijving van de niveaus
Spiral Dynamics beschrijft acht niveaus van toenemende complexiteit.
Beige - Overleven
Het eerste en laagste bewustzijnsniveau is de beige meme. Dit is het niveau van de troep, gericht op overleven.
Paars - Geborgenheid
Dit is het niveau van de stam, de hechte sociale eenheid waar de persoon onlosmakelijk mee verbonden is en zich desnoods voor opoffert.
Rood - Macht
Dit is het niveau van de feodale rijken, met een hiërarchische machtsstructuur. Personen zijn hierin onderdelen van een machine die gemanipuleerd kan worden door de machtshebber.
Blauw - Orde
Dit is het niveau van de conventionele samenleving. Goed en fout zijn hier vaststaand. Fowler heeft het hier over conventioneel: de dingen zijn zoals ze zijn, want zo zijn ze. Waarheid is hier voorgegeven door de conventies en tradities
Oranje - Succes
Dit is bij uitstek het niveau van de individualistische, kapitalistische samenleving. Waarheid wordt gevonden door logische redenaties en empirisch onderzoek, waarna de juiste conclusie overblijft. Het is een individualistisch niveau; de mens ervaart en beschouwt zichzelf bij uitstek als een individu, een eiland op zichzelf.
Groen - Gemeenschap
Groen is het niveau van het relativisme: je kan het zo zien, maar je kan het ook anders zien, en zo heeft iedereen zijn eigen waarheid. Wilber spreekt hier van "the mean green meme": de archetypische wereldverbeteraar die met iedereen het beste voorheeft, maar geen keuzes kan maken en conflicten uit de weg gaat.
Geel - Synergie
Op dit niveau heeft relativisme plaats gemaakt voor systeemdenken: het besef dat alles onderling verbonden is, en dat de mens hier een actieve rol in speelt.
Turquoise - Holistisch
Het hoogste niveau is holistisch. De wereld wordt gezien als een interactief, onderling systeem.

## Overeenkomsten met andere theorieën
Spiral Dynamics vertoont sterke overeenkomsten met andere ontwikkelingstheorieën, o.a.:
Structural Stage Theory
De bekendste hiervan zijn, op individueel niveau, Loevingers model van ego-ontwikkeling, en Fowlers model van faith-development
Op collectief niveau is Gebsers theorie van ontwikkelingsstructuren een bekende, naast de 'axiale tijdperk'-theorie van Karl Jaspers
Ken Wilber
Spiral Dynamics vertoont sterke overeenkomsten met de modellen van Ken Wilber, zowel in haar beschrijving van de verschillende ontwikkelingsniveaus, alsook in haar streven om alomvattend te zijn.
Memen
Hoewel Spiral dynamics gebruikmaakt van termen uit de memetica, kan niet gesproken worden van een toepassing van de mementheorie van Richard Dawkins.

## Toepassing
Spiral Dynamics is een geregistreerd handelsmerk, en toegepast in het verandermanagement. In Nederland werken diverse organisatieadviesbureaus met dit model, zowel voor persoonlijke ontwikkeling, organisatieontwikkeling als samenlevingsontwikkeling. In 2007 publiceerden Wilbert van Leijden en Paul Zuiker het boek "Nederland op Doorbreken, een vernieuwend perspectief voor een land in crisis" dat o.a. de ontwikkeling van de Nederlandse samenleving beschrijft op basis van Spiral Dynamics en het werk van dr. Clare W. Graves.

## Verder lezen
- Beck, Don Edward en Christopher C. Cowan, Spiral Dynamics. Waarden, leiderschap en veranderingen in een dynamisch model. Haarlem: Altamira-Becht. ISBN 978-90-6963-639-9